# بيضان (بني سعد)

تعديل مصدري - تعديل

بيضان هي إحدى قرى عزلة بني سباء بمديرية بني سعد التابعة لمحافظة المحويت، بلغ تعداد سكانها 295 نسمة حسب تعداد اليمن لعام 2004.